# Aeroportul Sarteneja
Aeroportul Sarteneja (IATA: SJX, ICAO: MZSJ) este un aeroport din Belize ce deservește zona Sarteneja⁠(d). A fost numit după zona deservită.
Situat la o altitudine de 5 m, aeroportul dispune de o singură pistă.